# تندر، دانمارک
تونا، دانمارک (به لاتین: Tønder) یک شهرک در دانمارک است که در Tønder Municipality واقع شده‌است.

## خصوصیات
تونا ۷٬۵۷۲ نفر جمعیت دارد.